# Rockin' with Judy Jetson
Lunga vita al rock n'roll è un film d'animazione USA del 1988 prodotto da Hanna-Barbera.
Fu l'ultima volta che Daws Butler doppia Elroy Jetson nonché l'ultima volta che Janet Waldo presta la voce a Judy Jetson. Verrà sostituita da Tiffany ne I pronipoti - Il film
Il film è il settimo della serie Hanna-Barbera Superstars 10 composta da dieci film di novanta minuti prodotta dal 1987 al 1988. 
in Italia Il film è stato distribuito in VHS dalla Panarecord nel 1990.

## Doppiaggio

### Doppiatori originali
- Janet Waldo: Judy Jetson
- Mel Blanc: Cosmo Spacely
- Daws Butler: Elroy Jetson
- Don Messick: Astro
- George O'Hanlon: George Jetson
- Penny Singleton: Jane Jetson
- Jean Vander Pyl: Rosie
- Charlie Adler: Quark e Zappy
- Michael Bell: Quasar
- P.L. Brown: High Loopy Zoomy
- Steve Bulen: voci varie
- Ruth Buzzi: Felonia Felonick
- Hamilton Camp: Mr. Microchips e Manny
- Selette Cole: Rhoda Starlet
- Peter Cullen: Gruff, Commander Comsat e Bouncer
- Pat Fraley: Zilchy
- Cindy McGee: Iona
- Pat Musick: Starr, Presidente Fan Club e Zowie
- Rob Paulsen: Sky Rocker/Billy Booster e Zany
- Eric Suter: Nicky
- B. J. Ward: Zippy and Judy Jetson (parte cantata)
- Beau Weaver: Ramm e Dee-Jay

### Doppiatori italiani
- Laura Boccanera: Judy Jetson
- Michele Kalamera: Cosmo Spacely
- Antonella Rendina: Elroy
- Sandro Pellegrini: Astro
- Stefano Mondini: George Jetson
- Piera Vidale: Jane Jetson
- Massimo Corizza: Quark
- Massimo Giuliani: Quasar
- Cinzia De Carolis: Felonia Felonick\Rosie
- Fabio Boccanera: Sky Rocker/Billy Booster
- Gianni Vagliani: Manny
- Gino Pagnani: Grande Capo
- Fabrizio Mazzotta: Mr. Microchips